# Callum Ilott
Callum Ilott   (Cambridge, 11 de novembre de 1998) és un pilot d'automobilisme britànic que competeix en la IndyCar Series per l'escuderia Juncos Racing.
Callum va ser subcampió de la temporada 2020 de Fórmula 2, en darrere només de Mick Schumacher. El 2021, va ser pilot d'testes per l'Alfa Romeo en la Fórmula 1 i actualment és membre de l'Acadèmia de pilots de Ferrari.

## Trajectòria
Callum va començar la seva carrera en l'automobilisme a l'edat de 10 anys, competint en els campionats de karts, on va córrer fins al 2014.
El 2015 va debutar en monoplaça mentre corria a la Toyota Racing Series, on en la temporada va acabar en 16a posició. El mateix any, va començar a córrer al Campionat europeu de F3, on va córrer fins al 2017, quan va acabar la temporada en quarta posició, al mateix temps que s'incorporava a la Red Bull Young Driver Academy. El 2018, competeix a la GP3 Series per l'ART Grand Prix, i canvia d'acadèmia de pilots, formant part de Ferrari.
El 2019 i 2020 participa a la Fórmula 2, on en la darrera temporada és consagrat subcampió.
El 2021, per a la Fórmula 1, Callum es converteix en pilot reserva d'Alfa Romeo Racing, on participa en la primera sessió d'entrenaments lliures del Gran Premi d'Àustria.
A la segona meitat del 2021, Ilott és contractat a IndyCar per Juncos Racing per a les tres últimes carreres de la temporada i també per al 2022.

## Resum de la carrera esportiva
| Temporada | Categoria                                | Equip                           | Curses               | Victòries            | Poles                | VR                   | Podios               | Punts                | Pos.                 |
| --------- | ---------------------------------------- | ------------------------------- | -------------------- | -------------------- | -------------------- | -------------------- | -------------------- | -------------------- | -------------------- |
| 2015      | Campionat Europeu de Fórmula 3 de la FIA | Carlin                          | 33                   | 0                    | 0                    | 0                    | 1                    | 65.5                 | 12è                  |
| 2015      | Masters de Fórmula 3                     | Carlin                          | 1                    | 0                    | 0                    | 0                    | 0                    | N/A                  | 8è                   |
| 2015      | Gran Premi de Macau                      | Carlin                          | 1                    | 0                    | 0                    | 0                    | 0                    | N/A                  | NVL                  |
| 2015      | Toyota Racing Series                     | ETEC Motorsport                 | 16                   | 0                    | 0                    | 1                    | 0                    | 358                  | 16è                  |
| 2016      | Campionat Europeu de Fórmula 3 de la FIA | Van Amersfoort Racing           | 30                   | 2                    | 2                    | 3                    | 6                    | 226                  | 6è                   |
| 2016      | Masters de Fórmula 3                     | Van Amersfoort Racing           | 1                    | 0                    | 0                    | 0                    | 0                    | N/A                  | 4t                   |
| 2016      | Gran Premi de Macau                      | Van Amersfoort Racing           | 1                    | 0                    | 0                    | 0                    | 0                    | N/A                  | 5è                   |
| 2017      | Campionat Europeu de Fórmula 3 de la FIA | Prema Powerteam                 | 30                   | 6                    | 10                   | 9                    | 11                   | 344                  | 4t                   |
| 2017      | FIA Fórmula 2                            | Trident                         | 2                    | 0                    | 0                    | 0                    | 0                    | 0                    | 26è                  |
| 2018      | GP3 Series                               | ART Grand Prix                  | 18                   | 2                    | 1                    | 2                    | 7                    | 167                  | 3r                   |
| 2018      | Gran Premi de Macau                      | Carlin                          | 1                    | 0                    | 0                    | 0                    | 0                    | N/A                  | 7è                   |
| 2019      | FIA Fórmula 2                            | Charouz Racing                  | 23                   | 0                    | 1                    | 0                    | 2                    | 74                   | 11è                  |
| 2019      | Gran Premi de Macau                      | Charouz Racing                  | 1                    | 0                    | 0                    | 0                    | 0                    | N/A                  | 6è                   |
| 2020      | FIA Fórmula 2                            | UNI-Virtuosi Racing             | 24                   | 3                    | 5                    | 1                    | 6                    | 201                  | 2n                   |
| 2020      | Fórmula 1                                | Alfa Romeo Racing               | Pilot de proves      | Pilot de proves      | Pilot de proves      | Pilot de proves      | Pilot de proves      | Pilot de proves      | Pilot de proves      |
| 2021      | Fórmula 1                                | Alfa Romeo Racing               | Pilot de proves      | Pilot de proves      | Pilot de proves      | Pilot de proves      | Pilot de proves      | Pilot de proves      | Pilot de proves      |
| 2021      | GT World Challenge Europe Endurance Cup  | Iron Lynx                       | 5                    | 0                    | 0                    | 1                    | 0                    | 27                   | 11è                  |
| 2021      | 24 Hores de Le Mans - GTE Am             | Iron Lynx                       | 1                    | 0                    | 0                    | 0                    | 1                    | N/A                  | 3r                   |
| 2021      | Intercontinental GT Challenge            | Iron Lynx Motorsport Lab        | 1                    | 0                    | 0                    | 0                    | 0                    | 0                    | NC                   |
| 2021      | Intercontinental GT Challenge            | AF Corse - Francorchamps Motors | 1                    | 0                    | 0                    | 0                    | 0                    | 0                    | NC                   |
| 2021      | IndyCar Series                           | Juncos Racing                   | 3                    | 0                    | 0                    | 0                    | 0                    | 18                   | 38è                  |
| 2022      | IndyCar Series                           | Juncos Racing                   | 16                   | 0                    | 0                    | 0                    | 0                    | 219                  | 20è                  |
| 2023      | IndyCar Series                           | Juncos Racing                   | Temporada en progrès | Temporada en progrès | Temporada en progrès | Temporada en progrès | Temporada en progrès | Temporada en progrès | Temporada en progrès |
| Font:     |                                          |                                 |                      |                      |                      |                      |                      |                      |                      |

## Resultats

### Gran Premi de Macau
| Any  | Escuderia      | Q   | QR  | Pos. |
| ---- | -------------- | --- | --- | ---- |
| 2015 | Carlin         | 18è | DNF | DNF  |
| 2016 | Van Amersfoort | 2n  | 2n  | 5è   |
| 2017 | Prema          | 3r  | 1r  | 15è  |
| 2018 | Carlin         | 2n  | 3r  | 7è   |
| 2019 | Charouz        | 3r  | 5è  | 6è   |

### 24 Hores de Le Mans
| Año   | Equip     | Co-pilots                          | Automòbil           | Classe | Voltes | Pos. | Pos. classe |
| ----- | --------- | ---------------------------------- | ------------------- | ------ | ------ | ---- | ----------- |
| 2021  | Iron Lynx | Matteo Cressoni · Rino Mastronardi | Ferrari 488 GTE Evo | GTE Am | 338    | 27è  | 3r          |
| Font: |           |                                    |                     |        |        |      |             |